# 大牟田市立駛馬小学校
大牟田市立駛馬小学校（おおむたしりつはやめしょうがっこう）は、福岡県大牟田市に所在する公立小学校。

## 概要
市の中央部よりやや南東部に位置する。国指定の史跡「潜塚古墳」や「権現堂古墳」「宅ヶ峰古墳」などの史跡を有する住居地域である。学校の北西には、記念グラウンドや野球場などの運動施設の他、公園や動物園がある。

## 所在地
- 福岡県大牟田市馬場町17番地

## 沿革
- 2018年（平成30年） - 大牟田市立駛馬北小学校と大牟田市立駛馬南小学校の統廃合により、旧駛馬北小学校跡地に開校

## 通学区域
- 若宮（わかみや）町の一部
- 青葉（あおば）町の一部
- 一部（いちぶ）町
- 黄金町（こがね）1丁目の一部
- 黄金町2丁目
- 末広（すえひろ）町
- 駛馬（はやめ）町
- 馬場（ばば）町
- 馬込（まごめ）町1・2丁目
- 宮原（みやはら）町1・2丁目
- 合成（ごうせい）町
- 飯田（いいだ）町
- 臼井（うすい）町
- 臼井新（うすいしん）町1丁目
- 臼井新町2丁目の一部
- 沖田（おきた）田町
- 神田（かんだ）町
- 桜（さくら）町
- 野添（のぞえ）町
- 藤田（ふじた）町の一部
- 米生（よねお）町1丁目 [2]

## 周辺
- 潜塚古墳
- 福岡県道・熊本県道3号大牟田植木線
- 福岡県道787号勝立三川線
- 福岡県道788号藤田上官線
- 福岡県道789号一部三川線
- 福岡県道790号黄金不知火線